# 211 (película)
211 (titulada El gran asalto en Hispanoamérica) es una película estadounidense de acción dirigida por York Shackleton y escrita por York Shackleton y John Rebus. La película está protagonizada por Nicolas Cage, Cory Hardrict, Michael Rainey Jr., Ori Pfeffer y Weston Cage. Fue estrenada el 8 de junio de 2018, por Momentum Pictures. Se basa en el Tiroteo de North Hollywood de 1997. 211 se refiere al Hundred Code para robo utilizado en California, a pesar de que la historia está ambientada en la ciudad ficticia de Chesterford, Massachusetts.

## Reparto
| Actor                   | Personaje                |
| ----------------------- | ------------------------ |
| Nicolas Cage            | Mike Chandler            |
| Dwayne Cameron          | Steve MacAvoy            |
| Sophie Skelton          | Lisa MacAvoy             |
| Alexandra Dinu          | Agente de Interpol Rossi |
| Michael Rainey Jr.      | Kenny Ralston            |
| Shari Watson            | Shawnee Ralston          |
| Ori Pfeffer             | Tre                      |
| Sean James              | Rob                      |
| Weston Cage             | Luke                     |
| Michael Bellisario      | Hyde                     |
| Cory Hardrict           | Oficial Hanson           |
| Jonathan Yunger         | Oficial Delaney          |
| Sapir Azulay            | Oficial Jacobs           |
| Mark Basnight           | Jefe de Policía          |
| Atanas Srebrev          | Cap. Horst               |
| Aaron Cohen             | Ten. de Policía          |
| Jason Francis           | Piloto de Policía        |
| Velizar Binev           | Randal                   |
| Evgeniya Marinkova      | Eleanor                  |
| Laura Giosh Markova     | Judith                   |
| Amanda Cerny            | Sarah                    |
| Petar Mitev             | Clerk                    |
| Manal El Feutiry        | Camille, la mesera       |
| George Zlatarev         | Ten. Cnel. Moss          |
| Nadejda Ivanova         | Natalia Buskova          |
| Andrew Keelaghan        | Ronald Donovan           |
| Raymond Steers          | Mandell                  |
| Derek Horse             | Floyd                    |
| Fedi Bashur             | Brian                    |
| Nick Donadio            | Treadwell                |
| Aleksander Karastoyanov | Scott                    |
| Jamieson Urquhart       | Jeff                     |

## Producción
El 27 de enero de 2017, Nicolas Cage se unió al elenco de la película. El rodaje tuvo lugar en Nu Boyana Studios en Sofía, Bulgaria.

## Estreno
La película fue estrenada el 8 de junio de 2018, por Momentum Pictures.